# Бертхолд XVI (Хенеберг)
Бертхолд XVI фон Хенеберг-Рьомхилд (на немски: Berthold XVI von Henneberg-Römhild; * 1493/1497; † 23 март 1549 в Рьомхилд) от линията Ашах-Рьомхилд на Дом Хенеберг е граф на Хенеберг-Рьомхилд (1535 – 1548).

## Биография
Той е вторият син на граф Херман VIII фон Хенеберг-Рьомхилд (1470 – 1535) и съпругата му принцеса Елизабет фон Бранденбург (1474 – 1507), дъщеря на курфюрст Алберт III Ахилес фон Бранденбург и втората му съпруга Анна Саксонска.
По-големият му брат Георг III (1492 – 1536) става граф на Хенеберг, а по-малкият му брат Албрехт (1499 – 1549) става граф на Хенеберг-Шварца. Най-малкият му брат Ото V († 1547) е домхер в Страсбург.
Бертхолд XVI фон Хенеберг-Рьомхилд се жени на 17 август 1529 г. за графиня Анна фон Мансфелд-Фордерорт († 26 юли 1542), дъщеря на граф Ернст II фон Мансфелд-Фордерорт (1479 – 1531) и втората му съпруга графиня Доротея фон Золм-Лих (1493 – 1578). Бракът е бездетен.
През 1548 г. Бертхолд XVI продава Рьомхилд на графовете на Мансфелд, а те през 1555 г. на Саксония.
Бертхолд XVI умира на 23 март 1549 г. в Рьомхилд и е погребан при съпругата си в манастирската църква в Рьомхилд. Линията Хенеберг-Рьомхилд изчезва.